# Festes-et-Saint-André
Festes-et-Saint-André ist eine französische Gemeinde mit 187 Einwohnern (Stand 1. Januar 2022) im Département Aude in der Region Okzitanien (vor 2016 Languedoc-Roussillon). Sie gehört zum Kanton La Région Limouxine im Arrondissement Limoux. Die Einwohner werden Festandréens genannt.

## Geographie
Festes-et-Saint-André liegt etwa 35 Kilometer südwestlich von Carcassonne am Flüsschen Corneilla. Umgeben wird Festes-et-Saint-André von den Nachbargemeinden Bourigeole im Norden, Bouriège im Nordosten, La Serpent im Osten, Val-du-Faby im Südosten, Saint-Jean-de-Paracol im Süden, Puivert im Südwesten, Villefort im Westen sowie Montjardin und Saint-Benoît im Nordwesten.

## Bevölkerungsentwicklung
| Jahr                       | 1962 | 1968 | 1975 | 1982 | 1990 | 1999 | 2006 | 2019 |
| -------------------------- | ---- | ---- | ---- | ---- | ---- | ---- | ---- | ---- |
| Einwohner                  | 150  | 105  | 112  | 159  | 201  | 202  | 213  | 198  |
| Quellen: Cassini und INSEE |      |      |      |      |      |      |      |      |

## Sehenswürdigkeiten
- Geburtskirche aus dem 11. Jahrhundert
- Kirche Saint-André aus dem 17. Jahrhundert
- Burg Festes aus dem 11. Jahrhundert mit Umbauten aus dem 13. und 17. Jahrhundert
- Wasserfall

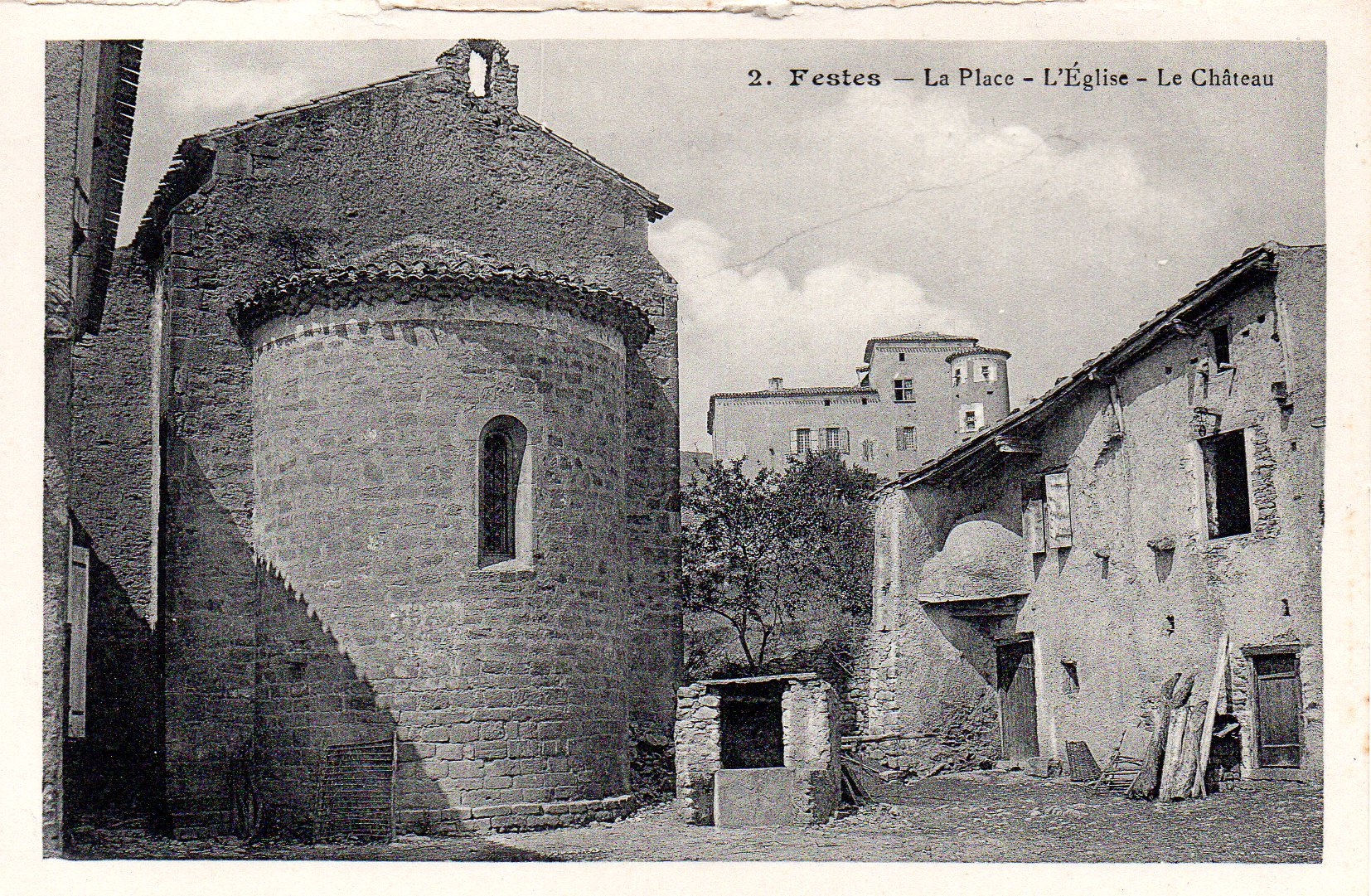
Geburtskirche
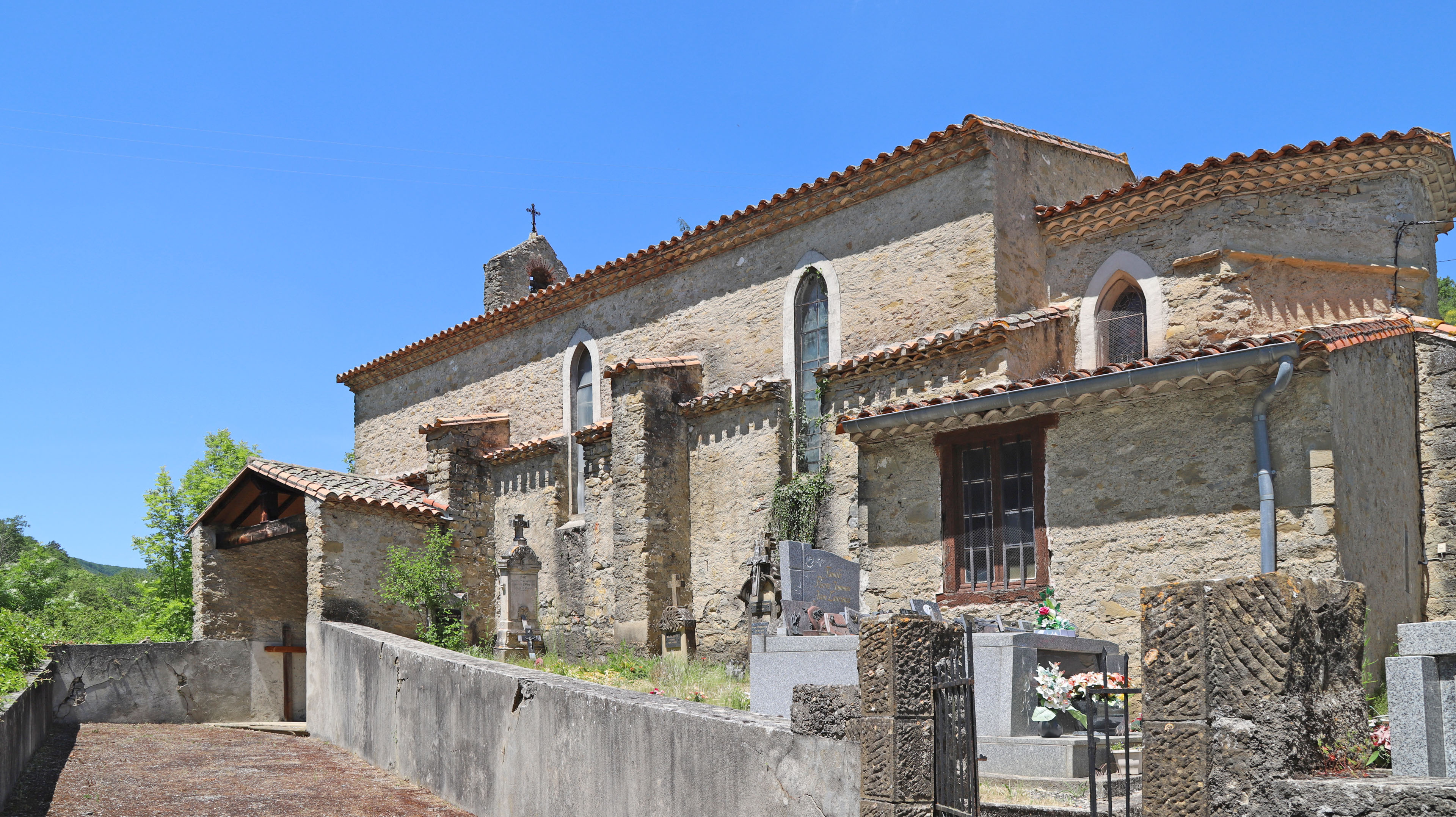
Kirche Saint-André
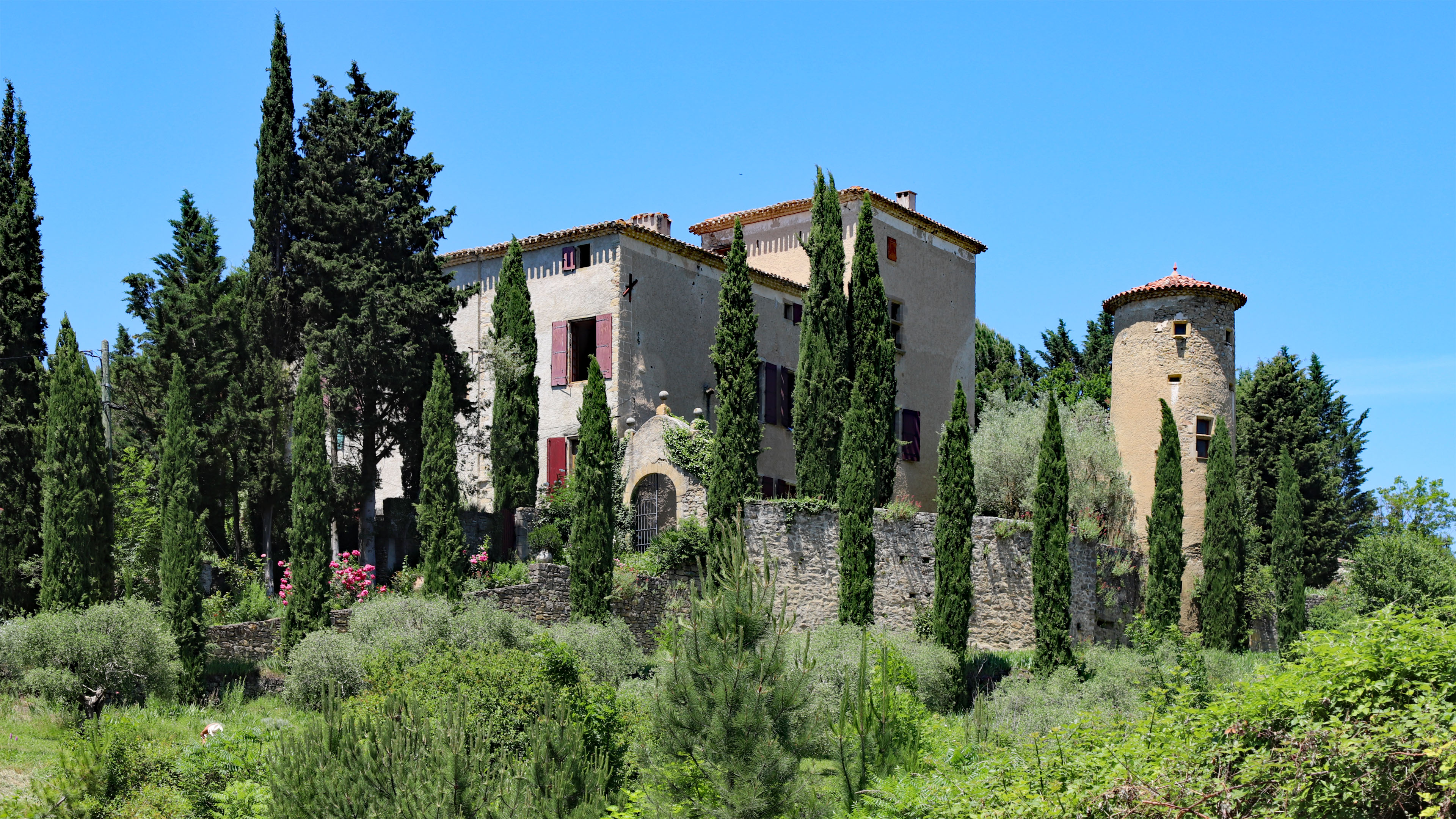
Burg Festes